# Канъэн
Канъэн (яп. 寛延 канъэн, продление мягкости) — девиз правления (нэнго) японского императора Момодзоно, использовавшийся с 1748 по 1751 год.

## Продолжительность
Начало и конец эры:
- 12-й день 7-й луны 5-го года Энкё (по григорианскому календарю — 5 августа 1748);
- 27-й день 10-й луны 4-го года Канъэн (по григорианскому календарю — 14 декабря 1751).

## Происхождение
Название нэнго было заимствовано из 10-го цзюаня древнекитайского сочинения «Вэньсюань»:「開寛裕之路、以延天下之英俊也」.

## События
- 1748 год (1-й год Канъэн) — премьера пьесы «Канадэхон Тюсингура» (яп. 仮名手本忠臣蔵 канадэхон тю:сингура, Зерцало преданных вассалов) по мотивам истории о 47 ронинах[8];
- 1748 год (1-й год Канъэн) — в Хэйан-кё прибыли послы из Кореи и Рюкю[9];
- 7 октября 1749 года (26-й день 8-й луны 2-го года Канъэн) — на Киото обрушилась буря с сильным ветром и проливным дождём; от удара молнии сгорел замок Нидзё[10].

## Сравнительная таблица
Ниже представлена таблица соответствия японского традиционного и европейского летосчисления. В скобках к номеру года японской эры указано название соответствующего года из 60-летнего цикла китайской системы гань-чжи. Японские месяцы традиционно названы лунами.
| 1-й год Канъэн (Земляной Дракон)      | 1-я луна*       | 2-я луна   | 3-я луна  | 4-я луна* | 5-я луна  | 6-я луна* | 7-я луна                | 8-я луна    | 9-я луна*   | 10-я луна  | 10-я луна (високосная) * | 11-я луна     | 12-я луна*     |
| ------------------------------------- | --------------- | ---------- | --------- | --------- | --------- | --------- | ----------------------- | ----------- | ----------- | ---------- | ------------------------ | ------------- | -------------- |
| Григорианский календарь               | 30 января 1748  | 28 февраля | 29 марта  | 28 апреля | 27 мая    | 26 июня   | 25 июля                 | 24 августа  | 23 сентября | 22 октября | 21 ноября                | 20 декабря    | 19 января 1749 |
| Юлианский календарь                   | 19 января 1748  | 17 февраля | 18 марта  | 17 апреля | 16 мая    | 15 июня   | 14 июля                 | 13 августа  | 12 сентября | 11 октября | 10 ноября                | 9 декабря     | 8 января 1749  |
| 2-й год Канъэн (Земляная Змея)        | 1-я луна        | 2-я луна*  | 3-я луна* | 4-я луна  | 5-я луна* | 6-я луна  | 7-я луна                | 8-я луна*   | 9-я луна    | 10-я луна  | 11-я луна*               | 12-я луна     |                |
| Григорианский календарь               | 17 февраля 1749 | 19 марта   | 17 апреля | 16 мая    | 15 июня   | 14 июля   | 13 августа              | 12 сентября | 11 октября  | 10 ноября  | 10 декабря               | 8 января 1750 |                |
| Юлианский календарь                   | 6 февраля 1749  | 8 марта    | 6 апреля  | 5 мая     | 4 июня    | 3 июля    | 2 августа               | 1 сентября  | 30 сентября | 30 октября | 29 ноября                | 28 декабря    |                |
| 3-й год Канъэн (Металлическая Лошадь) | 1-я луна*       | 2-я луна   | 3-я луна* | 4-я луна* | 5-я луна  | 6-я луна* | 7-я луна                | 8-я луна*   | 9-я луна    | 10-я луна  | 11-я луна                | 12-я луна*    |                |
| Григорианский календарь               | 7 февраля 1750  | 8 марта    | 7 апреля  | 6 мая     | 4 июня    | 4 июля    | 2 августа               | 1 сентября  | 30 сентября | 30 октября | 29 ноября                | 29 декабря    |                |
| Юлианский календарь                   | 27 января 1750  | 25 февраля | 27 марта  | 25 апреля | 24 мая    | 23 июня   | 22 июля                 | 21 августа  | 19 сентября | 19 октября | 18 ноября                | 18 декабря    |                |
| 4-й год Канъэн (Металлическая Коза)   | 1-я луна        | 2-я луна*  | 3-я луна  | 4-я луна* | 5-я луна* | 6-я луна  | 6-я луна (високосная) * | 7-я луна    | 8-я луна*   | 9-я луна   | 10-я луна                | 11-я луна*    | 12-я луна      |
| Григорианский календарь               | 27 января 1751  | 26 февраля | 27 марта  | 26 апреля | 25 мая    | 23 июня   | 23 июля                 | 21 августа  | 20 сентября | 19 октября | 18 ноября                | 18 декабря    | 16 января 1752 |
| Юлианский календарь                   | 16 января 1751  | 15 февраля | 16 марта  | 15 апреля | 14 мая    | 12 июня   | 12 июля                 | 10 августа  | 9 сентября  | 8 октября  | 7 ноября                 | 7 декабря     | 5 января 1752  |

* звёздочкой отмечены короткие месяцы (луны) продолжительностью 29 дней. Остальные месяцы длятся 30 дней.